# Acrolophus melanodoxa
Acrolophus melanodoxa är en fjärilsart som beskrevs av Edward Meyrick 1919. Acrolophus melanodoxa ingår i släktet Acrolophus och familjen Acrolophidae. Inga underarter finns listade i Catalogue of Life.